# Санаковщина
Сана́ковщина — деревня в Старорусском районе Новгородской области, входит в состав Новосельского сельского поселения.
Расположена на 31 км автодороги Старая Русса — Холм. Ближайшие населённые пункты — деревни Пробуждение (4 км), Горбовастица (1 км) и Теремово (1,5 км). Северней Санаковщины протекает небольшая река Каменка. Площадь территории деревни 47,4 га. До апреля 2010 года деревня входила в состав ныне упразднённого Пробужденского сельского поселения.

## Ссылки

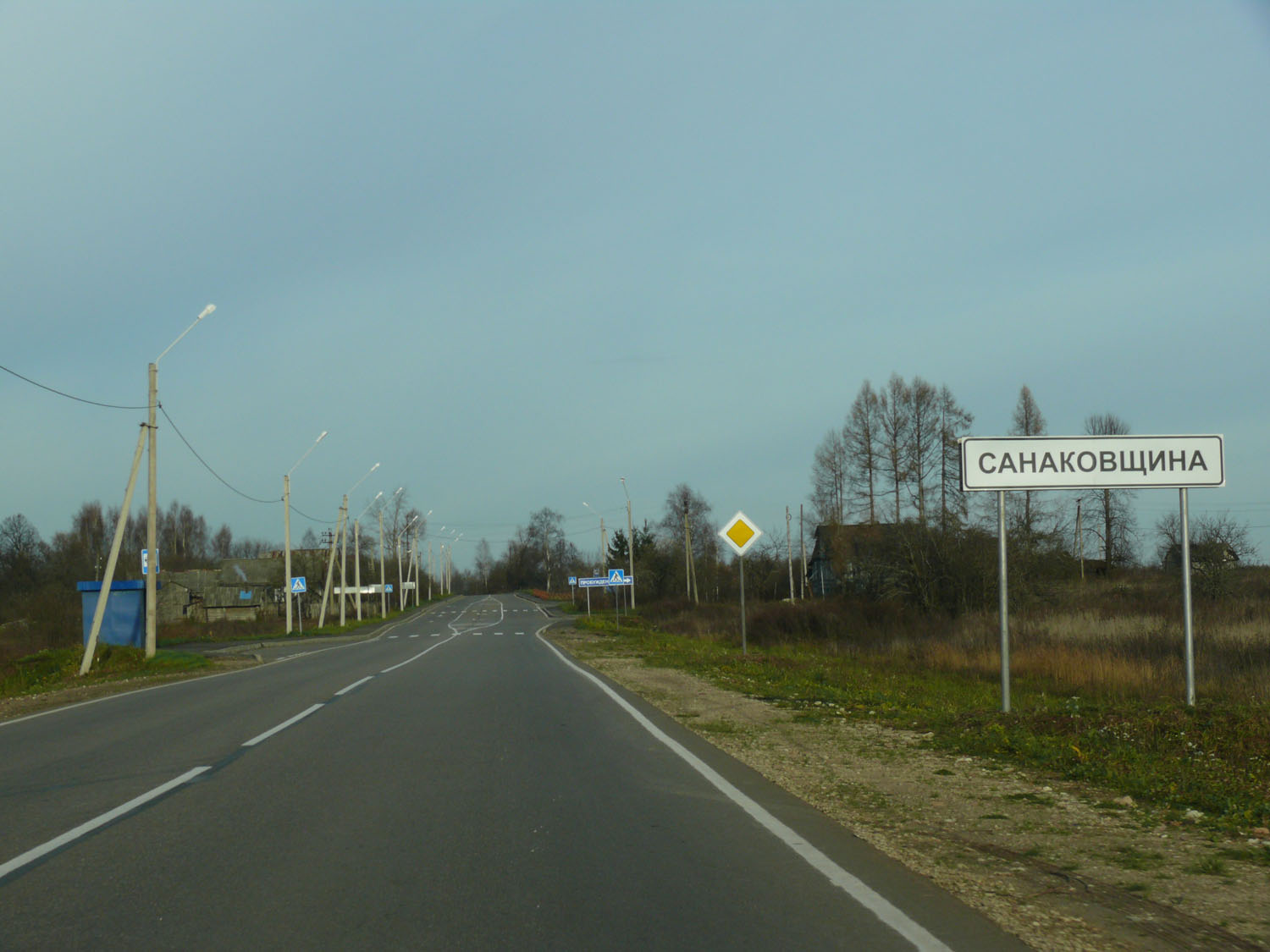

## Население
| 2010 | 2011 |
| ---- | ---- |
| 15   | →15  |